# Glottiphyllum
A Glottiphyllum a szegfűvirágúak (Caryophyllales) rendjébe, ezen belül a kristályvirágfélék (Aizoaceae) családjába tartozó nemzetség.

## Előfordulásuk
A Glottiphyllum-fajok természetes körülmények között kizárólag a Dél-afrikai Köztársaságban fordulnak elő.

## Rendszerezés
A nemzetségbe az alábbi 16 faj tartozik:
- Glottiphyllum carnosum N.E.Br.
- Glottiphyllum cruciatum (Haw.) N.E.Br.
- Glottiphyllum depressum (Haw.) N.E.Br.
- Glottiphyllum difforme (L.) N.E.Br.
- Glottiphyllum fergusoniae L.Bolus
- Glottiphyllum grandiflorum (Haw.) N.E.Br.
- Glottiphyllum linguiforme (L.) N.E.Br. - típusfaj
- Glottiphyllum longum (Haw.) N.E.Br.
- Glottiphyllum neilii N.E.Br.
- Glottiphyllum nelii Schwantes
- Glottiphyllum oligocarpum L.Bolus
- Glottiphyllum peersii L.Bolus
- Glottiphyllum regium N.E.Br.
- Glottiphyllum salmii (Haw.) N.E.Br.
- Glottiphyllum suave N.E.Br.
- Glottiphyllum surrectum (Haw.) L.Bolus